# نهر إنكلين
نهر إنكلين هو أحد روافد نهر تاكو في الجزء الشمالي الغربي من مقاطعة كولومبيا البريطانية في كندا.  ينبع النهر في مصب رافديه الرئيسيين، نهر ناهلين ونهر شيسلاي  ويتدفق غربًا وشمالًا غربيًا بمسافة تبلغ حوالي 83 كـم (52 ميل)  لينضم إلى نهر ناكينا.  يمثل التقاء نهري إنكلين وناكينا، في منطقة إنكلين غير المأهولة،  بداية نهر تاكو. يقع مصب نهر إنكلين على بعد حوالي 100 كـم (62 ميل) شمال شرق جونو، ألاسكا وحوالي 160 كـم (99 ميل) شمال غرب تلغراف كريك، كولومبيا البريطانية.
يشكل النهر الحدود الجنوبية الغربية لهضبة تاكو، وهي الهضبة الفرعية الواقعة في أقصى الشمال الغربي من هضبة ستيكين. على طول الجنوب الشرقي للنهر تقع سلاسل حدود جبال الساحل.
يغطي المستجمع المائي لنهر إنكلين مساحة تبلغ 10,463 كـم2 (4,040 ميل2)،  ويبلغ متوسط تصريفها السنوي 177 م3/ث (6,300 قدم3/ث).